# Crystal Japan
«Crystal Japan» es una pieza instrumental compuesta por el músico británico David Bowie y publicada como sencillo en Japón a mediados de 1980. Fue grabada durante las sesiones de Scary Monsters en ese mismo año. La canción fue utilizada en el comercial japonés para la bebida alcohólica Crystal Jun Rock, el cual también presenta una aparición del músico. Originalmente llamada «Fuji Moto San», estuvo prevista para ser la canción de cierre del álbum Scary Monsters, pero fue reemplazada por «It's No Game (No. 2)».

## Otros lanzamientos
- La canción fue publicada como sencillo en julio de 1980 junto con «Alabama Song» como lado B.[6]
- «Crystal Japan» fue publicada como lado B del lanzamiento del sencillo «Up the Hill Backwards» el 20 de marzo de 1981.[7]
- La canción ha aparecido en numerosos álbumes compilatorios de David Bowie:
  - Rare (1982)
  - All Saints (2001)
- En 1992, la canción fue publicada como un bonus track en la reedición de Scary Monsters por Rykodisc.[8]
- El sencillo editado de la canción fue incluido en Re:Call 3,[9] como parte de la recopilación de 2017, A New Career in a New Town (1977–1982).[10]

## Lista de canciones
1. "Crystal Japan" – 3:09
2. "Alabama Song" – 3:52